# Славко Ј. Грујић
Славко Ј. Грујић (Београд, 15. фебруар 1871 – Лондон, 24. март 1937) био је српски доктор правних наука, дипломата, маршал двора и добротвор.

## Биографија
Потицао је из уважене породице државника и дипломате Јеврема Грујића. Завршио је школовање у Паризу где је 1898. и докторирао. У дипломатску службу примљен је 1894. Налазио се на одговорним местима у посланствима Краљевине Србије у Цариграду, Атини, Петрограду и Лондону. У време пријема аустроугарског ултиматума јула 1914, у одсуству председника владе Николе Пашића, написао је одговор на ултиматум.
Током евакуације 1915. организовао је превођење избеглица са албанске обале на Крф и у Француску. Унапређен је 1916. за посланика у Берну, где се истакао живом дипломатском и хуманитарном активношћу. Са Међународним комитетом Црвеног крста у Женеви и са супругом Мејбл Грујић уложио је велике напоре да се помогне становништву у окупираној Србији. Средином 1918. наименован је за посланика у Вашингтону где је службовао од јануара 1919. до септембра 1922. Повратком у земљу активно је учествовао у раду разних хуманитарних друштава.
После смрти краља Александра I Карађорђевића постао је маршал двора 25. октобра 1934. године, али је 19. августа 1935. постављен за изванредног и опуномоћеног посланика у Великој Британији и истовремено је акредитован у Холандији.
Био пасионирани љубитељ голфа и један од оснивача Голф клуба у Београду.
Преминуо је 24. марта 1937. године од срчаног удара у Лондону. Сахрањен је 3. априла исте године на Новом гробљу у Београду.